# Port Augusta
Port Augusta ist eine Stadt im australischen Bundesstaat South Australia. Sie liegt etwa 320 Kilometer nordwestlich von Adelaide am nördlichen Ende des Spencer-Golfs.

## Geschichte
Am 24. Mai 1852 wurde nahe dem Naturhafen am Spencer-Golf die Siedlung Port Augusta von Alexander Elder und John Grainger gegründet. Benannt wurde sie nach Augusta Sophia Young, der Frau des damaligen südaustralischen Gouverneurs Sir Henry Edward Fox Young.
Im Jahre 1878 wurde die Siedlung und ihr Hafen Ausgangspunkt für den Bau der kapspurigen späteren Great Northern Railway, die Australien bis nach Darwin durchqueren sollte. Die Bahn erreichte „nur“ Alice Springs und verfehlte damit dieses Ziel. 1917 wurde Port Augusta östlicher Endpunkt der normalspurigen Transaustralischen Eisenbahn, die von hier bis Kalgoorlie-Boulder führte. Für die Weiterreise musste in Port Augusta auf die Schmalspurbahn umgestiegen werden. 1956/57 wurde der südliche Teil der Bahn nach Alice Springs zwischen Marree und Port Augusta auf Normalspur umgespurt. Damit verlor Port Augusta zunächst die Schmalspurbahn.

## Klima
Am 25. Januar 2019 wurde hier mit 49,5 °C die bisher weltweit höchste Temperatur in einem Küstenort gemessen.

### Klimatabelle
|                       | Jan  | Feb  | Mär  | Apr  | Mai  | Jun  | Jul  | Aug  | Sep  | Okt  | Nov  | Dez  |   |       |
| Mittl. Tagesmax. (°C) | 32,0 | 31,8 | 29,1 | 25,1 | 20,5 | 17,6 | 16,9 | 18,4 | 21,5 | 25,1 | 28,2 | 30,1 | ⌀ | 24,7  |
| Mittl. Tagesmin. (°C) | 19,4 | 19,6 | 17,6 | 14,4 | 10,9 | 8,2  | 7,3  | 8,1  | 10,4 | 13,3 | 15,9 | 17,9 | ⌀ | 13,6  |
|                       |      |      |      |      |      |      |      |      |      |      |      |      |   |       |
| Niederschlag (mm)     | 22,9 | 18,8 | 15,1 | 14,3 | 27,1 | 23,9 | 23,9 | 23,5 | 26,0 | 25,8 | 19,4 | 16,0 | Σ | 256,7 |
|                       |      |      |      |      |      |      |      |      |      |      |      |      |   |       |
| Regentage (d)         | 3,7  | 3,0  | 3,3  | 4,3  | 7,5  | 7,2  | 9,5  | 8,7  | 7,8  | 6,3  | 5,6  | 4,3  | Σ | 71,2  |

| 19,4 |

| 19,6 |

| 17,6 |

| 14,4 |

| 10,9 |

| 8,2 |

| 7,3 |

| 8,1 |

| 10,4 |

| 13,3 |

| 15,9 |

| 17,9 |

| 19,4 |

| 19,6 |

| 17,6 |

| 14,4 |

| 10,9 |

| 8,2 |

| 7,3 |

| 8,1 |

| 10,4 |

| 13,3 |

| 15,9 |

| 17,9 |

## Verkehr

### Eisenbahn

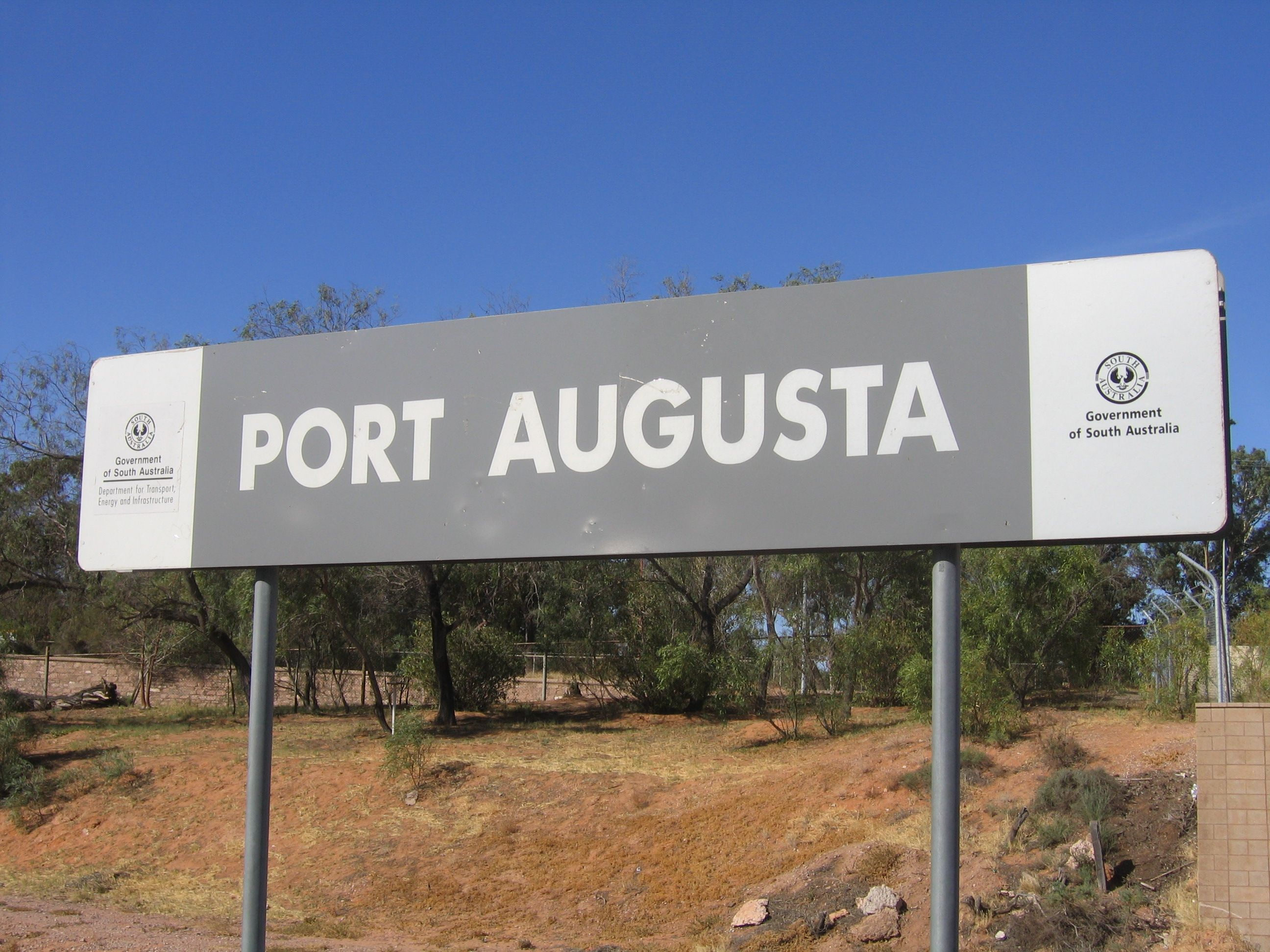
Bahnhofsschild

Der Bahnhof von Port Augusta liegt an dem Teilstück der den Kontinent durchquerenden Eisenbahnstrecken, der von der Transaustralischen Eisenbahn und der Zentralaustralischen Eisenbahn gemeinsam genutzt wird. Der Bahnhof ist mit einem großen Bahnbetriebswerk ausgestattet. An dem einzigen Bahnsteig des Personenbahnhofs halten die Fernzüge Indian Pacific und The Ghan.

### Straße
Die Stadt ist östlicher Ausgangspunkt des Eyre Highway (A1) nach Westaustralien und südlicher Anfangspunkt des Stuart Highway (A87) in das Northern Territory, nach Alice Springs und Darwin.

### Flugverkehr
Port Augusta hat einen Flughafen, der gelegentlich für Inlandsflüge benutzt wird. Er ist zugleich eine wichtige Station des Royal Flying Doctor Service of Australia.

### Schifffahrt
Die Stadt liegt am Spencer-Golf und hat einen Naturhafen, spielt für die Frachtschifffahrt heute aber nahezu keine Rolle mehr.

## Wirtschaft
In der Hafenbucht liegt ein großes Kohlekraftwerk, das ausschließlich mit Kohle aus dem Bergwerk von Leigh Creek befeuert wird. Sie wird von dort über den letzten betriebenen Abschnitt der Great Northern Railway mit der Bahn angefahren.

## Sehenswürdigkeiten
Etwa 40 Kilometer nördlich von Port Augusta liegt der Flinderskette-Nationalpark.
Die Pichi Richi Railway ist eine Museumsbahn, die seit den 1990er Jahren wieder auf einem Abschnitt der ursprünglichen Trasse der Great Northern Railway von der Pichi Richi Railway Preservation Society betrieben wird. Zunächst wurde das Teilstück zwischen Quorn und Woolshed Flat in Betrieb genommen, dann bis Stirling North erweitert und seit 2002 bis Port Augusta verlängert. Dazu wurde das Schmalspurgleis wieder instand gesetzt. Die Bahn ist nach dem Pichi-Richi-Pass benannt, den sie überquert.
Nördlich der Stadt liegen die Australian Arid Lands Botanic Gardens, in denen die Wüsten- und Steppenvegetation des australischen Outback gezeigt und in Führungen erläutert wird.

## Bildergalerie

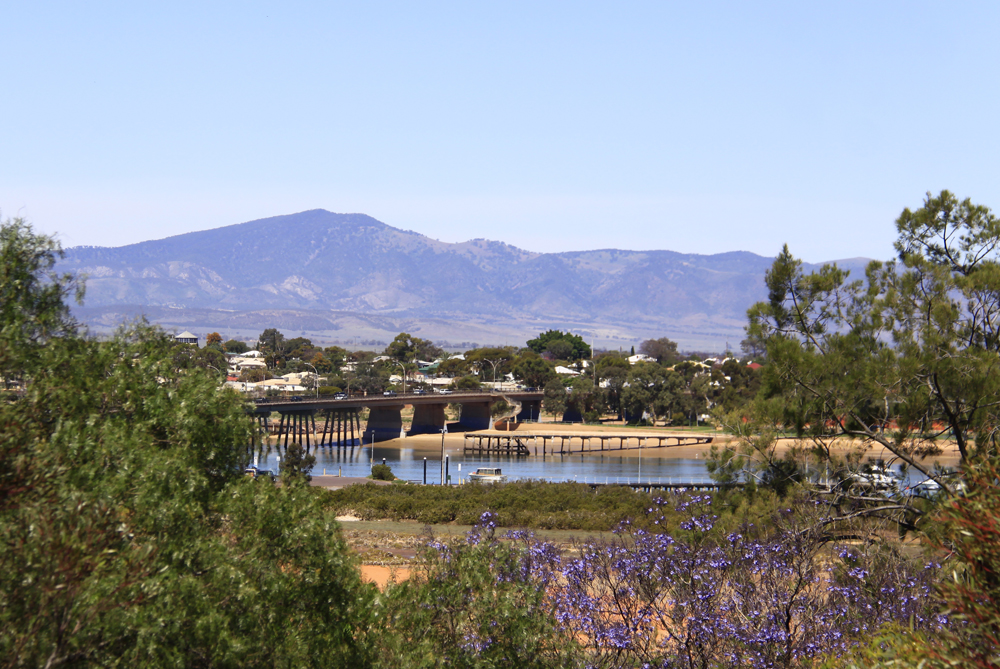
Port Augusta (2010)
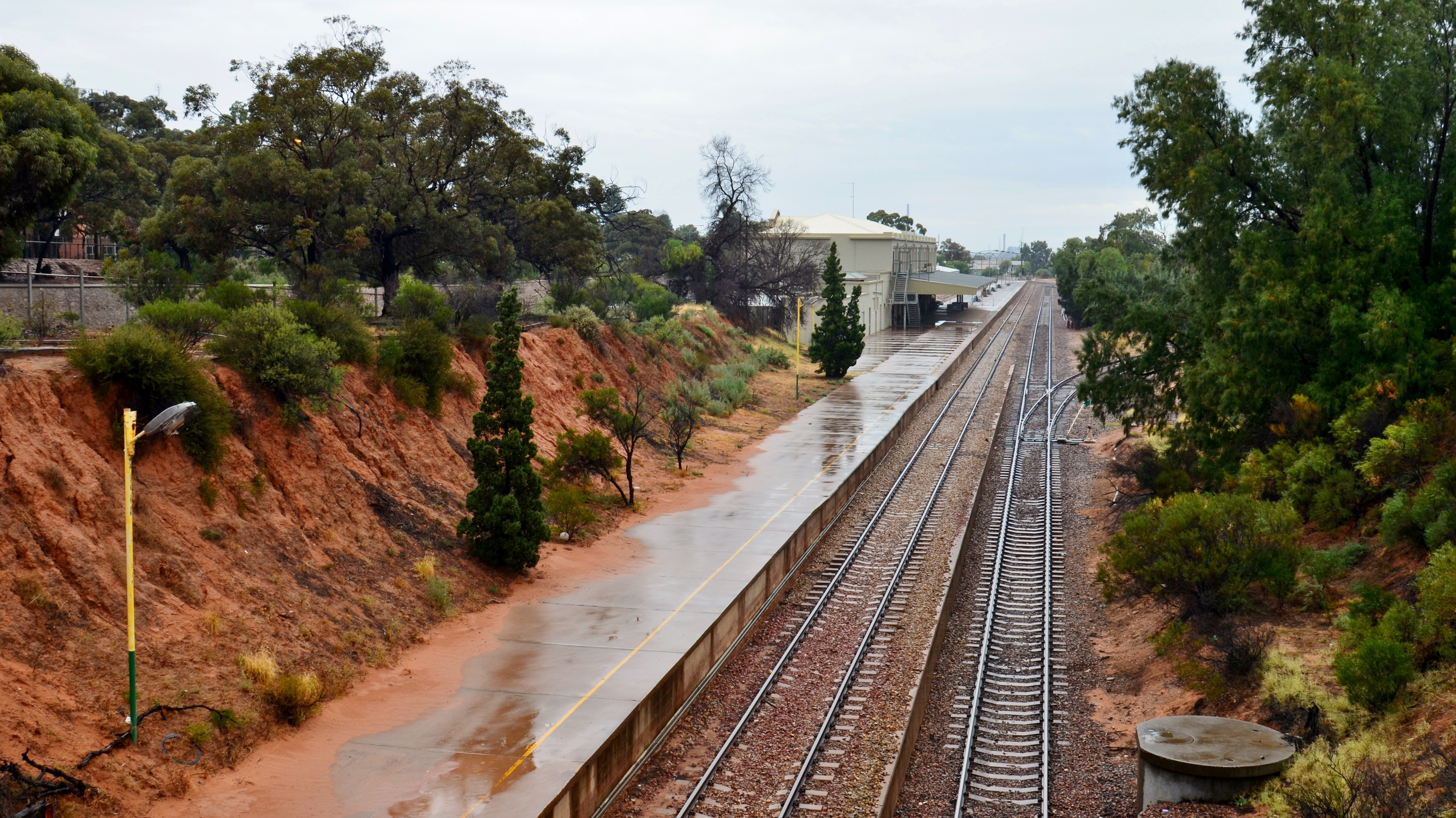
Port Augusta Railway Station (2017)

## Persönlichkeiten
- Joy Baluch (1932–2013), Politikerin
- Kerry O’Brien (* 1946), Leichtathlet und Weltrekordhalter
- Ryan Mitchell (* 1977), Schwimmer